# 丹下一
丹下 一（たんげ まこと、1959年 - ）は日本の俳優・演出家。日本や海外で、東西の古典や民俗芸能をベースにした現代演劇の作品から即興、プレイバックシアターまで幅広く活動。国際演劇協会会員。2010年よりTama+ project主宰。

## 略歴・主な活動
早稲田大学演劇学科卒。卒論は岩手県早池峰山の「山伏神楽」について。在学中の1978年より森尻純夫主宰の劇集団流星舎に参加、1981年の解散まですべての舞台に出演した。また、流星舎が企画運営していた早稲田銅鑼魔館のプロデュース公演の制作に参加。早池峰神楽の岳流、石鳩岡神楽などの公演に関わる。
1982年より2000年まで千賀ゆう子企画に参加。制作を担当しつつ俳優、楽師として出演。
1983年、迦樓羅舎を設立。以後千賀ゆう子企画と平行して活動する。旗揚げ公演は「桜の森の満開の下」（坂口安吾作、岸田理生脚本・演出、千賀ゆう子・丹下一ほか出演）。ほかに1985年「夜長姫と耳男」、1986年「1/2（にぶんのいち）」、1987年「1/2 2nd version」（斉木燿演出）など。
1997年、金沢市文化ホールでの「れんにょさん」（新田方脚本・演出、浄土真宗大谷派金沢教区主催）主演。
2000年 - 2003年、石川県野々市町のFM-N1主催の音楽祭「座・自音我楽（ザ・ジョンガラ）」の構成・演出を担当。
2002年、三重県熊野市での「徐福国際シンポジウム」に合わせての徐福を題材とした市民劇「じょふくさん」の指導を行う。2004年からは同市波田須町の天女座が地元住民を集めた「天女神楽団」で2013年まで指導と舞台演出を行う。2012年には伊勢神宮外宮水上舞台のこけら落としで「天女神楽」を上演した。
2010年、Tama+ project（タマプラス・プロジェクト）を立ち上げる。2013年より寮美千子作品を舞台化する連続企画「Project R」、2015年からは東北の震災への思いをテーマにした「Hamlets/ハムレッツ」シリーズ（ウィリアム・シェイクスピア原作）の上演を2022年のver.10まで続け、2023年からは「H/ash」のシリーズの上演を続けている。
2012年、金沢歌劇座での金沢ジュニアオペラスクール公演「ラジオスターレストラン　星の記憶」（金沢芸術創造財団主催）の指導と演出を担当。新作の日本語オペラで、宇宙の歴史をめぐる壮大なファンタジー。寮美千子原作・脚本、谷川賢作作曲。
2021年からワークショップ「平家物語」と題した「平家物語」を語る講座を開講。当時の宗教観、武士と貴族の価値観の違いなどを解説しながら、小劇場での公演を目指すシリーズ。

### 海外での活動
1988年、国際交流基金主催事業として早稲田銅鑼魔館「The Dream, One Night Passion」インド4都市ツアーに出演。
1990年、韓国映画「死の賛美」に声優で参加。
1996年、ポーランドのルブリン国際演劇祭に千賀ゆう子企画「古事記をめくる/The Old Story」で招待参加、ワルシャワ国立劇場で公演。1997年「夜長姫と耳男」でポーランド3都市と国内5都市で公演。1998年「曾根崎心中」でワルシャワ、クラクフ、ウッジを巡演。
1999年、韓国・釜山での「東アジア小劇場演劇祭」に「古事記をめくるvol.3」で参加。
1999年、国際交流基金の日本文化紹介派遣事業（日本ポーランド国交樹立80周年記念事業）として迦樓羅舎「桜の森の満開の下」（坂口安吾作、岸田理生脚本）をポーランド（ワルシャワ、ウッジ、クラクフ)およびルーマニア（ブカレスト）で上演。
2012年、香港展能芸術会（ADA）の招きで香港で24時間ワークショップ（6時間×4日間）を行う。

### プレイバックシアター
2000年より劇団プレイバッカーズに参加、以後プレイバックシアター上演多数。2003年には静岡市での第8回プレイバックシアター世界大会「一期一会」の実行委員として企画制作のほか開会式・閉会式を演出した。2005年より「演劇によるいじめ防止授業」を日本各地で実施。2006年、スクール・オブ・プレイバックシアター卒業。
2005年よりAIDS文化フォーラムin横浜に出演。2009年 - 2011年には、タイ北部のパヤオセンターで人身売買被害者のメンタルケアのワークショップを行う。一連の活動により、2010年に「かながわレッドリボン賞」を受賞。
海外ではシンガポール(2006)、タイ（パヤオ、2006）、台湾（台北、金山、2009）、米（サンフランシスコ、ロサンゼルス、オークランド、2008）、中国（南京、2011）、独（フランクフルト、2011）、カナダ（モントリオール、2015）、ロシア（ハバロフスク、2019）でのパフォーマンスに出演。2005年には米ニューヨーク州ニューポルツでのハドソンリバー・プレイバックシアターのパフォーマンスに宗像佳代らとゲスト出演した。

### 役職等
2001年 - 2010年、国際女性ビジネス会議講師。
2007年 - 2010年、同志社大学プロジェクト科目講師。